# Geissois stipularis
Geissois stipularis là một loài thực vật thuộc họ Cunoniaceae. Đây là loài đặc hữu của Fiji.